# Тавчар, Иван

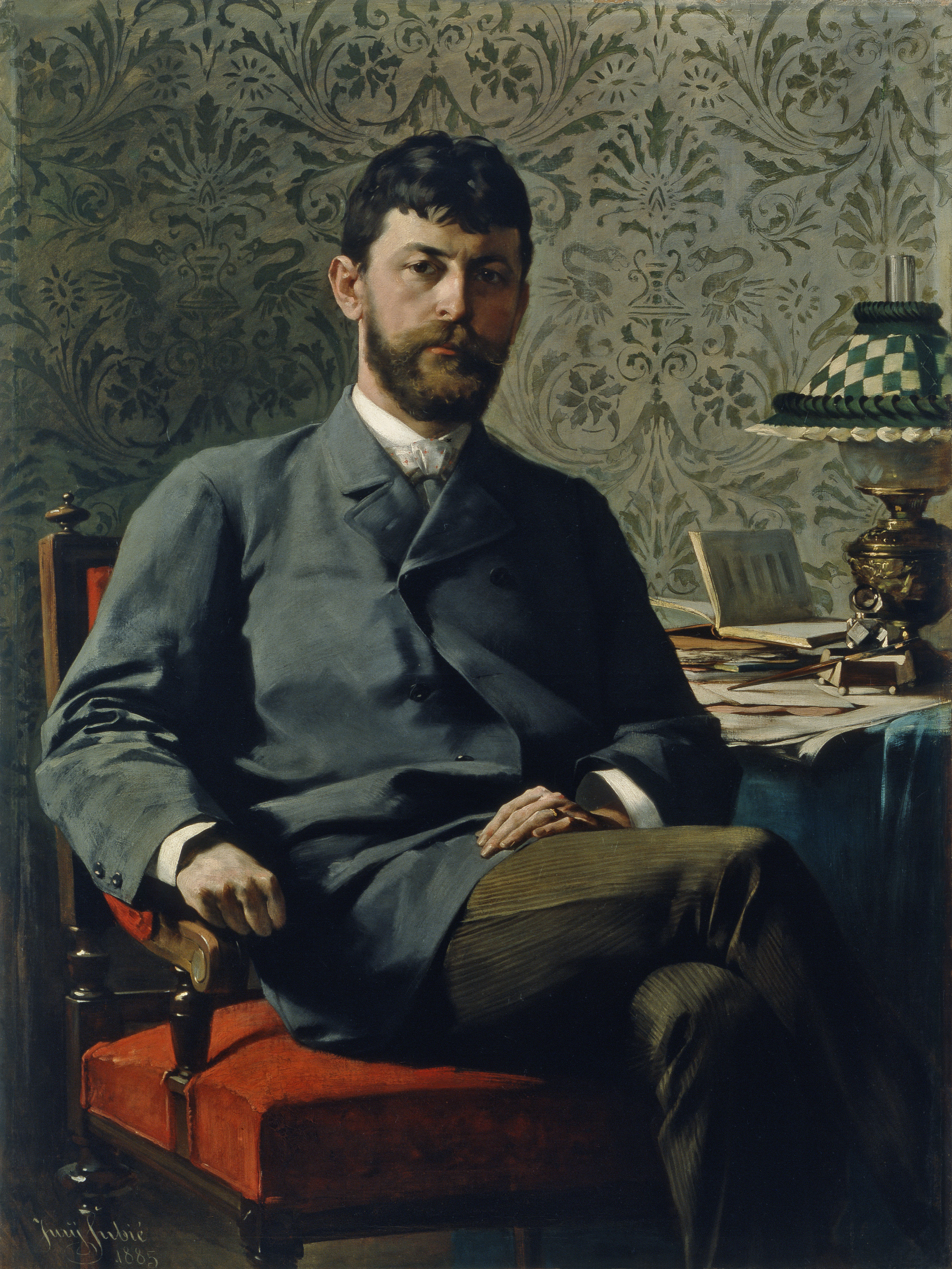
Иван Тавчар. Портрет кисти Юрия Шубица (1885)

Иван Тавчар (словен. Ivan Tavčar; 28 августа 1851, Поляне-над-Шкофьо-Локо, Австрийская империя — 19 февраля 1923, Любляна, Королевство сербов, хорватов и словенцев) — словенский писатель, юрист и политик.

## Биография
Иван Тавчар родился в бедной крестьянской семье Янеза и Нежи Тавчар (урождённой Перко) в крайнском селе Поляне в окрестностях Шкофья-Локи (тогдашняя Австрийская империя, нынешняя Словения). При этом никогда точно не было ясно, был ли Янез его настоящим отцом. Это сомнительное происхождение оказало значительное влияние на дальнейшую личную жизнь и политические решения Тавчара.

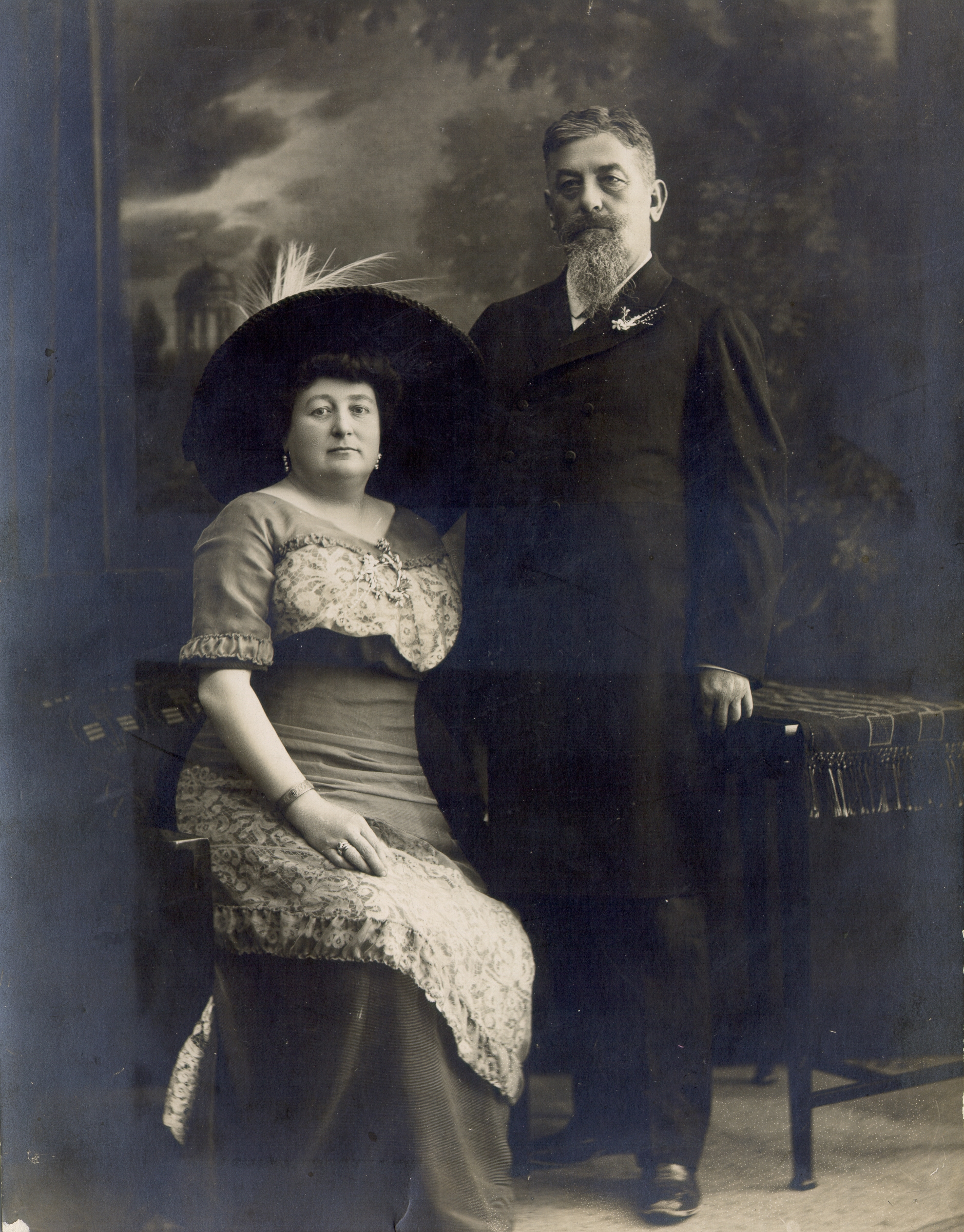
Иван и Франья Тавчар

Тавчар посещал школу в своём родном селе, потом перешёл в школу в Любляне, откуда был исключён за плохое поведение. Некоторое время он проучился в средней школе в Ново-Место, а затем вернулся в Любляну. В 1871 году Тавчар поступил в Венский университет, где изучал право. Свою политическую карьеру он начал, работая в провинциальном собрании герцогства Крайна, где вместе с Иваном Хрибаром сформировал ядро радикальной группы словенских либералов. Тавчар стал одним из лидеров Национальной прогрессивной партии и долгое время занимал должность главного редактора партийного журнала «Словенский народ» (словен. Slovenski narod), сменив на этом посту Йосипа Юрчича. С 1901 по 1907 год он был депутатом австрийского парламента . В 1911 году сменил Ивана Хрибара на посту мэра Любляны.
В 1887 году Тавчар женился на Франье Кошенини, впоследствии ставшей влиятельной фигурой в словенских женских ассоциациях того времени. Этот брак позволил ему попасть в высшее общество Любляны, благодаря чему в 1893 году он приобрёл себе имение Високо. Супруги заняли центральное место в общественной жизни Любляны. Они оба принимали активное участие в деятельности множества организаций. Тавчар большое внимание уделял спорту, среди прочего, пропагандируя занятие велоспортом и лёгкой атлетикой. Он был одним из основоположников чешского движения «Сокол» в словенских землях.
Тавчар занимал пост мэра Любляны до 1921 года, когда он был вынужден оставить общественную деятельность из-за поставленного ему диагноза колоректального рака. Последние годы жизни он провёл в своем имении в Високо, где и был похоронен после своей смерти в 1923 году.

## Политика
Иван Тавчар был одной из ключевых фигур в национально-либеральном политическом движении в словенских землях, возникшем в конце XIX века из движения младословенцев. После того, как в конце 1880-х годов словенское национальное движение разделилось на католическое и прогрессивное крыло, Тавчар стал одним из соучредителей Национальной партии Крайны, переименованной в 1905 году в Национальную прогрессивную партию. Он руководил ею вместе с Иваном Хрибаром до конца Первой мировой войны, когда она была переименована в Югославскую демократическую партию, а затем слилась с Государственной партией сербских, хорватских и словенских демократов. После 1918 года Тавчар стал твёрдым приверженцем идеи югославского унитаризма, то есть слияния словенцев, хорватов и сербов в единую югославскую нацию. Однако в последние годы своей жизни Тавчар не играл большой роли в национальной политике из-за ухудшения своего здоровья.
Известность Тавчару также принесла его полемика с католическим теоретиком Антоном Махничем. В 1884 году Махнич опубликовал сатирический рассказ Indija Koromandija, в котором высмеивал прогрессивные идеи Йосипа Стритара, которыми, в свою очередь, восхищался Тавчар. Последний ответил антиутопическим романом «4000», в котором он описал унылое и репрессивное общество, возникшее в результате реализации интегралистской политики Махнича.

## Литературное творчество

Усадьба Високо-при-Полянах. На первом плане — памятник Ивану Тавчару

На литературное творчество Тавчара сильное влияние оказывала литература старшего поколения словенских националистических и либеральных авторов, известных как младословенцы (Mladoslovenci), в том числе Франа Левстика, Йосипа Юрчича, Йосипа Стритара и Янко Керсника. Однако Тавчар был одним из первых словенских писателей, кто полностью придерживался идей литературного реализма, отвергая постромантизм младословенцев.
Он начал писать в 17 лет в школьном журнале, достигнув стилистической зрелости в своём творчестве лишь в своих последних работах. Многие свои произведения он подписывал псевдонимом Эмиль Леон. В своих работах он часто изображал сельский быт своей родной Верхней Крайны, в котором он видел подлинную и здоровую альтернативу несколько деградировавшей городской жизни. К наиболее заметным его произведением относится «Високосная хроника» (словен. Visoška kronika), короткий исторический роман, действие которого происходит в период после завершения Тридцатилетней войны в XVII веке, а также «Цветы осенью» (словен. Cvetje v jeseni), роман о городском жителе средних лет, который переезжает в сельскую местность, где влюбляется в молоденькую девушку.
Хотя Тавчар никогда не отвергал свою принадлежность к римско-католическую церкви, фактически он был агностиком.

## Избранные работы
- Ivan Slavelj (1876)
- Vita vitae meae (1883)
- Mrtva srca (1884)
- Janez Sonce (1885—1886)
- Med gorami (сборник рассказов, 1876—88)
- Grajski pisar (1889)
- 4000 (1891)
- V Zali (1894)
- Izza kongresa (1905—08)
- Cvetje v jeseni (1917)
- Visoška kronika (1919)